# Calystryma nototrebula
Calystryma nototrebula är en fjärilsart som beskrevs av Johnson, Eisele och Enrique Macpherson 1988. Calystryma nototrebula ingår i släktet Calystryma och familjen juvelvingar. Inga underarter finns listade i Catalogue of Life.